# ریور ریج، شهرستان پایک، آلاباما
ریور ریج (به انگلیسی: River Ridge) یک منطقهٔ مسکونی در ایالات متحده آمریکا است که در شهرستان پایک، آلاباما واقع شده‌است. ریور ریج ۱۲۵٫۸۸ متر بالاتر از سطح دریا قرار دارد.